# Черниговка (Таврический район)
Черни́говка — деревня в Таврическом районе Омской области. Входит в состав Ленинского сельского поселения.

## История
Основана в 1909 году. В 1928 году состояла из 105 хозяйств, основное население — украинцы. В административном отношении входила в состав Ново-Белоозерского сельсовета Таврического района Омского округа Сибирского края.

## Население
| 1926 | 2010 |
| ---- | ---- |
| 527  | ↘309 |

## Улицы
| - ул. Берёзовая, - ул. Садовая, | - ул. Центральная, - ул. Школьная. |